# Amin Dora
Amin Dora es un director de cine y artista audiovisual nacido en Zahle, Líbano. Se graduó con honores en ALBA (Académie Libanaise des Beaux Arts), la academia libanesa de Bellas Artes, donde actualmente enseña.
En 2011, Dora ganó un Premio Emmy Internacional por Shankaboot, la primera serie de drama web en árabe del mundo.  Compuesta por episodios de 5 minutos, la serie explora formas innovadoras de retratar la vida real en Beirut a través de los ojos del repartidor de 15 años de edad, Suleiman.  Al describir temas difíciles y abordar temas tabú que los principales medios de comunicación no tocarían, Shankaboot atrajo con éxito a jóvenes audiencias de la región durante la Primavera Árabe, inspirando discusiones en redes sociales y en la prensa.
La carrera cinematográfica de Dora empezó con su corto de animación stop-motion Greyscale, el cual recibió muchos premios en festivales nacionales e internacionales, incluyendo el International Documentary y Festival de Cortometraje de Bilbao (ZINEBI).
Ghadi, su largometraje debut, se estrenó en el Busan International Film Festival y ganó el prestigioso KNN - Premio de Audiencia. Seguidamente, la película fue nominada como la representación oficial de Líbano para los Óscar 2014. Ganó el premio de audiencia en el Internacional Filmfestival Mannheim-Heidelberg 2014 y el premio de audiencia en el Arabian Sights Film Festival Washington 2014.